# Regne d'Astúries
El Regne d'Astúries va ser la primera entitat política cristiana establerta a la península Ibèrica després del col·lapse del regne de Toledo arran de la mort del rei Roderic a la batalla de Guadalete i la subsegüent conquesta musulmana. El regne va durar des del 718, any en el qual es coronà el rei Pelai I, fins al 925, quan Fruela II va accedir al tron del Regne de Lleó.

## El substrat indígena
El regne asturià va tenir com solar els territoris occidentals i centrals de la Serralada Cantàbrica, particularment els Picos de Europa i l'àrea central d'Astúries, zones on van tenir lloc els principals esdeveniments politicomilitars durant les primeres dècades d'existència del regne. Segons les descripcions d'Estrabó i Cassi Dió entre altres geògrafs grecoromans aquestes zones estaven habitades a l'inici de l'era cristiana per diferents pobles, entre els quals es poden citar els vadinienses, orgenomescos, Selmes, o els asturs. Aquests últims habitaven la zona interior d'Astúries 
Les informacions que ens donen els geògrafs clàssics sobre la filiació ètnica d'aquests pobles són confuses: Claudi Ptolemeu assenyala que els asturs habitaven la zona central de l'actual Astúries, la qual s'estén entre els rius Navia i Sella, situant-se a l'orient d'aquest riu la frontera amb el territori dels càntabres. No obstant això, ja al segle iv la Cosmographia de Juli Honori posa el naixement de l'Ebre en territori dels asturs (sub asturibus). En qualsevol cas i deixant a un costat els detalls relatius a les fronteres entre les diferents ètnies càntabres, el mateix Estrabó assenyalava en la seva Geographia que tots els pobles del nord de la Península, des dels galaics fins als bascons, tenien una cultura i unes formes de vida similars.
Amb la caiguda de l'Imperi Romà i la lluita primer contra els romans i després contra els vàndals i visigot va anar forjant una identitat comuna entre tots els pobles del futur Regne d'Astúries.

## Evolució històrica

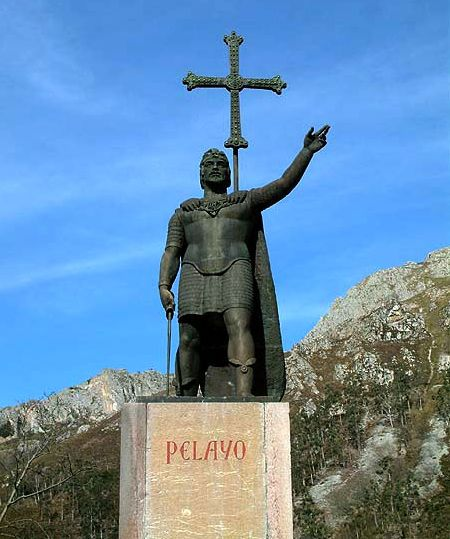
Estàtua de Pelai I.

### Revolta astur
Després de les victòries de Pelai sobre els musulmans a les batalles de Covadonga i Olalies l'any 722 s'estableix un petit territori en les muntanyes asturianes que donarà lloc més tard al Regne d'Astúries. Aquest territori no s'estableix com successor del regne got en un primer moment com la mitificació posterior ha establert, sinó més aviat com un fet sorgit d'un moviment de cabdills indígenes, conjuntament entre els asturs. La influència dels immigrants provinents del sud, fugits d'Al-Àndalus, anirà impregnant de goticisme al regne asturià.
El seu primer cabdill va ser el mateix Pelai, establint la capital a Cangues d'Onís. Durant les primeres dècades el control asturià sobre les diferents regions del regne era bastant lax, i per això havia de ser enfortit contínuament a través d'enllaços matrimonials amb altres famílies poderoses del nord de la península Ibèrica: d'aquesta manera, Ermessenda, la filla del mateix Pelai, va contreure matrimoni amb Alfons, fill de Pere de Cantàbria. I els fills d'Alfons, Fruela i Adossenda van fer respectivament el propi amb Múnia, una basca originària d'Àlaba, i Siló, un cap local de l'àrea de Pravia.
Després de la mort de Pelai I l'any 737, el seu fill Fàfila fou escollit rei d'Astúries, el qual fou mort segons les cròniques de l'època per un os en una prova de valor exigida a la noblesa de l'època.

### Expansió inicial
Alfons I d'Astúries, nomenat successor a la mort de Fàfila, heretant el tron gràcies al seu matrimoni amb la filla de Pelai, Ermessenda, es va desplaçar des de terres de La Rioja fins a Astúries per a contreure matrimoni amb Ermessenda. La mort de Fàfila va possibilitar el seu accés al tron així com l'arribada al poder d'una la qual arribaria a ser una de les famílies més poderoses del Regne d'Astúries: la Casa de Cantàbria.
En la primera meitat del segle viii en la vall del Duero es va dur a terme un procés de ruralització que va portar l'abandó de la vida urbana i l'organització de la població en petites comunitats de pastors, degut a la fallida definitiva del sistema de producció esclavista existent des de temps del baix Imperi.
Alfons va iniciar l'expansió territorial del petit regne cristià des de la seva àrea inicial dels Picos de Europa avançant cap a l'oest fins a Galícia i cap al sud amb contínues incursions al vall del Duero prenent ciutats i pobles i duent als seus habitants cap a les zones més segures del nord. L'abandó d'al-Àndalus per part de les guarnicions amazigues després de la revolta amaziga dels anys 740 i 741 i la propagació continuada de grans epidèmies en la zona les males collites i les fams dels anys 748 a 735 va possibilitar el sorgiment d'un espai despoblat i sense organitzar que va aïllar al regne asturià de les ràtzies musulmanes i li va permetre afermar-se progressivament. Aquest despoblament és posat en dubte avui dia, almenys pel que fa a la seva magnitud donada la conservació de la toponímia menor en múltiples comarques i les grans diferències antropològiques, biològiques i culturals entre els habitants de la zona cantàbrica i els de la Meseta Central.
Inicialment l'expansió del regne es du a terme a través del territori cantàbric, des de Galícia fins a Biscaia, i serà necessari esperar fins als regnats d'Ordoni I i Alfons III perquè el Regne d'Astúries prengui possessió efectiva dels territoris situats al sud de la Serralada. Fruela I d'Astúries, fill d'Alfons I, consolidà i amplià els dominis del seu pare.

### Transformacions polítiques

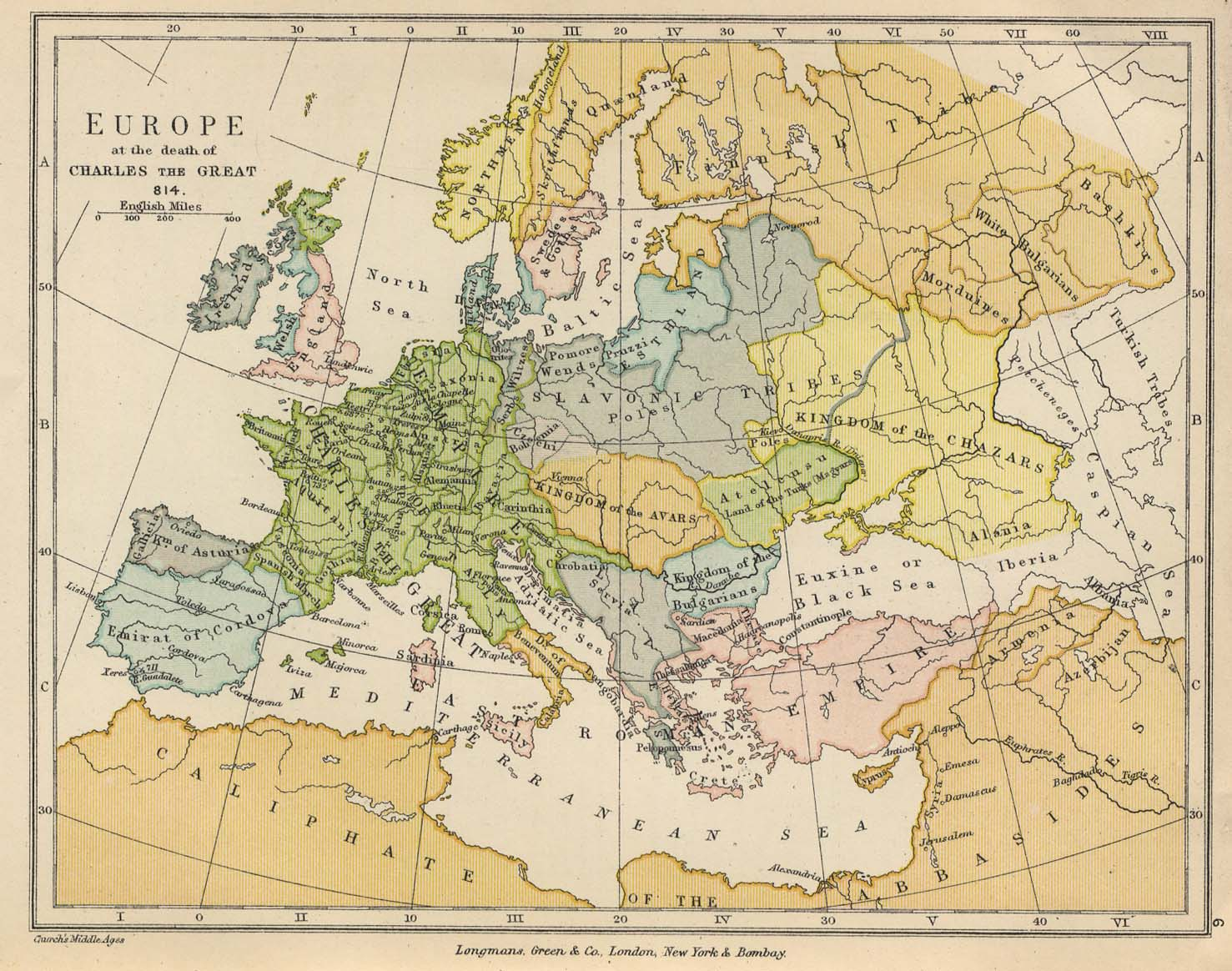
El Regne d'Astúries a l'Europa del 814.

A Fruela I el succeí Aureli I, descendent de Pere de Cantàbria, que instal·larà la cort en terrenys del que actualment és el municipi de Samartín del Rei Aurelio, entre els anys 768 i 774. A l'ascendir al tron Silo I, casat amb Andosinda d'Astúries, traslladà la cort a Pravia.
Al morir el rei Silo fou escollit el seu nebot Alfons com a hereu, però una revolta de Mauregat, fill natural d'Alfons I, l'apartà del poder, fent-lo amagar en terres alabeses. Mauregat, tot i la seva mala fama, protegí el Beat de Liébana i li va donar suport en la seva lluita contra l'adopcionisme.

### Expansió
Després de l'abdicació de Beremund arran de la seva derrota a la batalla de Burbia, Alfons II el Cast va tornar a Astúries i fou proclamat rei, acabant-se el període de relativa pau amb els musulmans de períodes anteriors. Durant el seu regnat realitzà expedicions de càstig cap al sud, arribant a Lisboa el 798. El 825 vencé als musulmans a la batalla del riu Nalón i fixa la capital del regne a la ciutat d'Oviedo, repoblant la totalitat de Galícia i zones septentrionals de Castella i Lleó. Va ser un regnat exposat a atacs continus dels musulmans i tanmateix, s'expandeix. Així mateix el seu regnat destaca per l'aparició de l'art preromànic asturià, donant lloc a joies de l'arquitectura medieval europea. Alfons II instaura el culte xacobeo, i és la primera figura que vincula Astúries amb Europa.

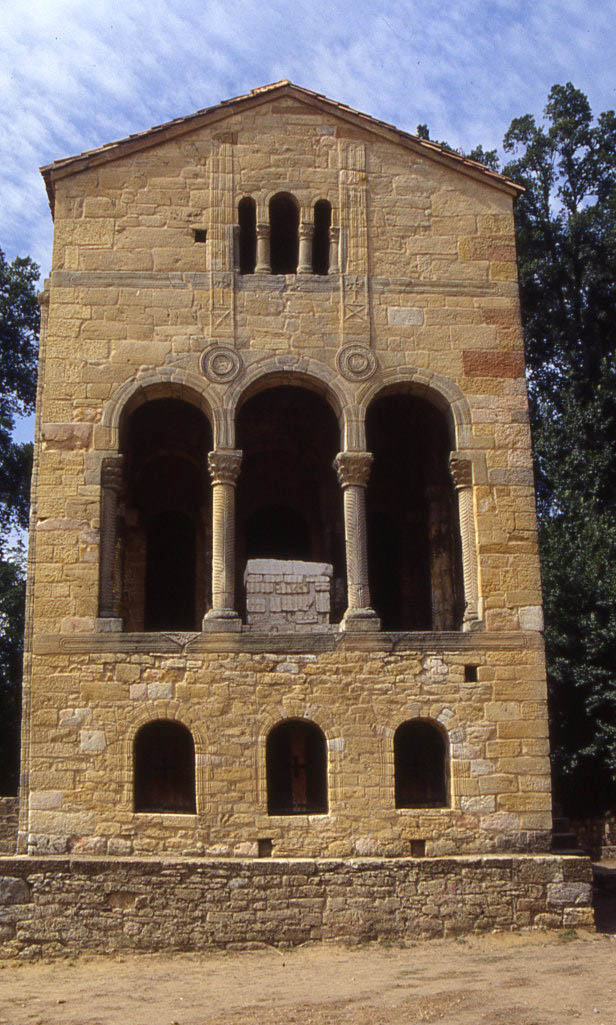
Ermita de Santa María del Naranco.

Els següents reis, Ramir I i Ordoni I, viuen en un període de guerra contínua contra els musulmans. En temps de Ramir es desenvolupà l'art ramirense, l'apogeu del preromànic asturià. Aquest rei lliurà la batalla de Clavijo, en la qual, segons la llegenda, l'apòstol Sant Jaume a lloms d'un cavall blanc ajuda a l'exèrcit asturià contra les tropes islàmiques.
Ordoni repoblà Astorga, Lleó, Tui i Amaya, establint relacions estretes amb el regne de Navarra, ajudant possiblement a l'alliberament de Garcia I de Pamplona segrestat pels normands. Dintre del procés de vinculació amb la vall de l'Ebre, establí aliances amb els Banu Qasi de Saraqusta, als quals també combat de vegades en successives variacions d'aliances. Ordoni també tractà d'ajudar, sense èxit, els mossàrabs toledans en rebel·lió contra e l'emir cordovès. A la seva mort fou succeït pel seu fill Alfons III.

## Apogeu i final
Amb el suport dels nobles gallecs Alfons III aconseguí conquerir el nord de Portugal, avançant també pel riu Duero i conquerint Zamora i Burgos, cosa que significà el màxim apogeu del regne.
Garcia I, fill de l'anterior, després d'una lluita amb el seu pare i els seus germans Ordoni i Fruela, traslladà la capital del regne a la ciutat de Lleó, amb la qual cosa es creà un nou regne que aglutinà l'asturià, el Regne de Lleó.